# Potentilla togashii
Potentilla togashii là loài thực vật có hoa trong họ Hoa hồng. Loài này được Ohwi miêu tả khoa học đầu tiên.